# Percy Rees
Percy Montague Rees (27. rujna 1883. — 12. lipnja 1970.) je bivši engleski hokejaš na travi.
Osvojio je zlatno odličje na hokejaškom turniru na Olimpijskim igrama 1908. u Londonu igrajući za Englesku. 